# Німецько-російські відносини

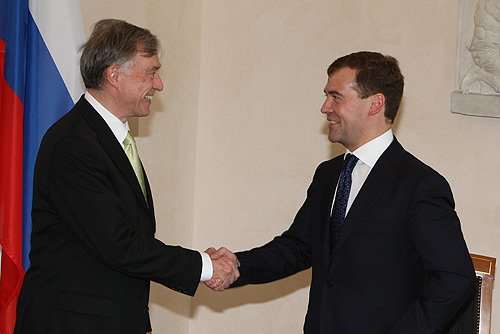
Зустріч президентів Німеччини та Росії, 2008 рік

Німецько-російські відносини (нім. Deutsch-russische Beziehungen; рос. Российско-германские отношения) — міжнародні відносини Німеччини і Росії. З появою Московської держави, яка активно розширювала свої кордони, спалахнула Лівонська війна (1558—1583) у Балтиці. Вона закінчилася загибеллю німецької Лівонської конфедерації і переходом місцевих німців під протекторати московських ворогів — Речі Посполитої і Швеції. Одночасно Московія намагалася встановити дружні стосунки зі Священною Римською імперією, виступаючи її союзником у війнах із Османською імперією із 2-ї половини XVI ст. Чимало німців служили в московській армії та уряді: вони проводили докорінні реформи у Московії XVII—XVIII ст., безуспішно намагаючись цивілізувати і вестернізувати цю відсталу країну. Після постання Прусського королівства (1701) московити підтримували його для ослаблення Речі Посполитої і Священної Римської імперії, але, водночас, конкурували із ним у питанні приєднання Курляндії. Московія, перейменована на Російську імперію, взяла участь у Семирічній війні (1756—1763), в ході якої спустошила Пруссію і захопила Берлін. Проте невдовзі росіяни в союзі із пруссаками і австріяками ліквідували Річ Посполиту, головного ворога москвинів у Східній Європі (1772—1795). Провідні посади в російській політиці, науці й освіті займали німці (переважно вихідці із анексованої Курляндії), а самою Росією керувала німецька династія Гольштейн-Готторпів (яку формально називали Романовими). Російсько-пруссько-австрійський союз зберігався під час Наполеонівських воєн  (1799—1815) і доби революцій (1848—1849). З постанням на базі Пруссії Німецької імперії (1871) було укладено новий російсько-німецько-австрійський союз (1873), який розпався через втручання росіян у австрійські справи на Балканах. Під час Першої Світової війни (1914—1918) Німеччина і Росія були ворогами: німці захопили від росіян Литву, Курляндію, Україну, а також сприяли розвалу Російської імперії та постанню більшовицького СРСР. Від 1920-х років Німеччина і СРСР підтримували дружні стосунки. 1939 року обидві країни домовилися про поділ Європи і розв'язали Другу світову війну. Проте через недовіру сторін за три роки спахнула німецько-радянська війна (1941—1945), що завершилася перемогою СРСР, окупацією Німеччини та знищенням німецьких спільнот у Східній Європі. 1949 року росіяни і їхні союзники розділи Німеччину на Західну і Східну; остання лишалася під диктатом Москви до 1989 року. Після об'єднання Німеччини (1989) і розвалу СРСР (1991) німці встановили відносини із новоствореною Російською Федерацією. Після виводу російських військ з Німеччини, обидві країни розвинули тісну політично-економічну співпрацю. Вона не була перервана навіть російською агресією в Україні (2014) і накладанням обопільних санкцій.

## Історія

### Середньовіччя

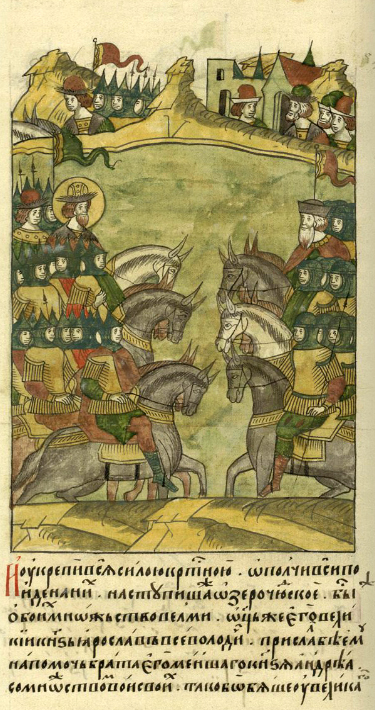
Битва на Чудському озері

- XII — XIII ст. Північні хрестові походи
  - 1198—1290: Лівонський хрестовий похід; хрестоносці, вихідці із Північної Німеччини, підкорюють угро-фінські (ліви, ести) та балтійські (земгали, латгали, курші, сели, литовці) племена на Сході Балтики; німці засновують Ригу, Ризьке архієпископство та Орден мечоносців (згодом перетворений на Лівонський орден). Держави хрестоносців об'єднуються у Маріанське князівство (з 1435 року — Лівонську конфедерацію). Ситуативними союзниками німеців виступають руські держави Пскова і Новгорода.
    - бл. 1199 — новгородський князь Ярослав Володимирович уклав договір із німецькими хрестоносцями про дружбу і вільну торгівлю[1].
    - 1242: Битва на Чудському озері — Олександр Невський, монгольський ставленик у Новгороді, розбив німецьких хрестоносців, союзників Пскова.

### Новий час

Розподіл Лівонії після Лівонської війни (1583)

- 1558—1583: Лівонська війна: Московія напала на німецьку Лівонську конфедерацію, намагаючись вийти до Балтики. Лівонські німці спільно із сусідами-союзниками розбили москвинів, але внаслідок московської агресії Лівонія розкололася на кілька частин, які відійшли сусідам: Естляндія — Швеції, острів Езель — Данії, Центральна Лівонія (Ліфляндія) та Курляндія — Речі Посполитій.
- 1697: Курляндія укладає союз із Московією проти Швеції.
- 1710: 
  - Росія приєднує німецькомовну Естляндію з Ревелем (Таллінном) та Ліфляндію з Ригою в ході Великої Північної Війни. Балтійські німці починають брати активну участь в розбудові Російської імперії.
  - курляндський герцог Фрідріх-Вільгельм Кеттлер одружується із царівною Анною, небогою Петра І, майбутньою імператрицею.
- 1756—1763: Семирічна війна. Російські війська плюндрують Пруссію і захоплюють Берлін.
- 1762: німецький принц Карл-Петер-Ульріх Гольшейн-Готторпський стає імператором Росії під іменем Петра III. Німецька династія Гольштейн-Готторпи утверджується як правлячий дім Росії.
- 1772—1795: Австрія, Пруссія і Росія разом здійснюють три поділи Речі Посполитої й ліквідують цю державу.
  - 1795: до складу Росії входить німецькомовна Курляндія, внаслідок чого росіяни отримують контроль над усією Лівонією, якого домагалися 237 років від початку Лівонської війни.
- 1799—1815: російсько-німецький союз у Наполеонівських війнах.
- 1873: Союз трьох імператорів

### Новітня доба
- 1914—1918: Перша Світова війна
  - підтримка розвалу Російської імперії.
  - 1918: визволення Литви, Курляндії, України
- 1939: пакт Молотова-Рібентропа, поділ Європи.
- 1939—1945: Друга Світова війна
  - 1941—1945: Німецько-радянська війна
- 1945: окупація Німеччини. Зґвалтування під час окупації Німеччини, гонніння на німців
- 1949: поділ Німеччини: Німецька Демократична Республіка (підросійська) і Федеративна Республіка Німеччина (західна)
- 1989: падіння Берлінського муру; об'єднання Німеччини
- 1991: розвал СРСР
- 2014: російська агресія в Україні

### Монографії
- David-Fox, Michael, Peter Holquist, and Alexander M. Martin, eds. Fascination and Enmity: Russia and Germany as Entangled Histories, 1914-1945 (U. of Pittsburgh Press; 2012)
- Dyck, Harvey L. Weimar Germany and Soviet Russia, 1926-1933 (1984)
- Geyer, Michael, and Sheila Fitzpatrick, eds. Beyond Totalitarianism: Stalinism and Nazism Compared (Cambridge University Press, 2009).
- Haslam, Jonathan. "Soviet-German Relations and the Origins of the Second World War: The Jury is Still Out," Journal of Modern History, 79 (1997), pp. 785–97 in JSTOR
- Jelavich, Barbara. St. Petersburg and Moscow: tsarist and Soviet foreign policy, 1814-1974 (1974).
- Kuklick, Bruce American Policy and the Division of Germany: The Clash with Russia over Reparations (Cornell U. Press, 1972)
- Laqueur, Walter. Russia and Germany (1965), covers what Russians and Germans thought of each other, 1860-1960.
- Leach, Barry A. German Strategy Against Russia, 1939-41 (Oxford: Clarendon Press, 1973)
- Lieven, Dominic. Russia against Napoleon: the battle for Europe, 1807 to 1814 (2009)
- Liulevicius, Vejas Gabriel. War on the Eastern Front: Culture, National Identity, and German Occupation in World War I (Cambridge University Press, 2000)
- Liulevicius, Vejas Gabriel. The German myth of the East: 1800 to the present (Oxford University Press, 2010)
- Naimark, Norman M. The Russians in Germany: A History of the Soviet Zone of Occupation, 1945-1949 (1997)
- Overy, Richard. The Dictators: Hitler's Germany and Stalin's Russia (2005)
- Roberts, Geoffrey. The Soviet Union and the Origins of the Second World War: Russo-German Relations and the Road to War, 1933-41 (1995)
- Schroeder, Paul W. The transformation of European politics, 1763-1848 (1994) detailed diplomatic history covering Prusia and Russia (and the other major powers)
- Shkandrij, Myroslav (2001). Russia and Ukraine: Literature and the Discourse of Empire from Napoleonic to Postcolonial Times. McGill-Queen's Press - MQUP.
- Stent, Angela. Russia and Germany Reborn (2000) on 1990s
- Taylor, A.J.P. The Struggle for Master in Europe: 1848-1918 (1954), a broad overview of the diplomacy of all the major powers
- Uldricks, Teddy J. "War, Politics and Memory: Russian Historians Reevaluate the Origins of World War II," History and Memory 21#2 (2009), pp. 60–2 online; historiography
- Watt, Donald Cameron. How War Came: The Immediate Origins of the Second World War; 1938-1939 (1989), pp. 361–84, 447-61.
- Weinberg, Gerhard L. Germany and the Soviet Union 1939-1941 (1972)
- Williamson, Jr., Samuel R. and Ernest R. May. "An Identity of Opinion: Historians and July 1914," Journal of Modern History, June 2007, Vol. 79 Issue 2, pp 335–387 in JSTOR
- Yoder, Jennifer A. "From Amity to Enmity: German-Russian Relations in the Post Cold War Period." German Politics & Society 33#3 (2015): 49-69.